# 李天寵
參數所指定的目標頁面不存在，建議更正成存在頁面或直接建立下列一個頁面（建立前請先搜尋是否有合適的存在頁面可以取代）：
- 李天寵 (康熙進士)

李天寵（1511年—1555年），字子承，號汲泉，河南承宣布政使司河南府孟津縣（今河南省洛陽市孟津縣）人，軍籍，明朝政治人物、同進士出身。

## 生平
嘉靖十三年（1534年）甲午科河南鄉試第二十五名，嘉靖十七年（1538年），登戊戌科会试第一百二十二名，第三甲第六十九名進士。改行人司行人。嘉靖二十一年五月，选任江西道試監察御史，十月實授江西道監察御史，二十二年廵按直隸。二十九年出任徽州府知府，三十二年升任徐州兵備副使，在通州、如皐抵禦倭寇。嘉靖三十三年六月，接替王忬升任右僉都御史、巡撫浙江、提督浙江福建军务。后倭寇進犯嘉善、嘉興、秀水、歸安，副使陳宗夔抗戰不利，嘉善知縣鄧植棄城逃跑。此後倭寇再次攻陷崇德，殺死裨將梁鄂等。趙文華誣陷其嗜酒廢事，嘉靖帝遂除天寵名，而以胡宗憲替代。不久，御史葉恩以倭寇進犯北新關，彈劾李天寵，胡宗憲亦言其縱容倭。明世宗大怒，三十四年六月将其革职为民，又逮捕其下獄，十月遂與張經同日處死。

## 家族
曾祖李端；祖父李鳳；父李瀛，母柴氏。永感下。弟李天定。